# Ácido perfluoro-octanossulfônico
Ácido perfluorooctanessulfônico (PFOS), ou sulfonato de perfluorooctano, é um fluorosurfactante sintético e poluente global. Foi adicionado ao Annex B da Convenção de Estocolmo sobre Poluentes Orgânicos Persistentes em maio de 2009. O  PFOS pode formar-se da degradação de precursores em adição a produção industrial. Os níveis de PFOS que tem sido detectados na vida selvagem são considerados altos o suficiente para afetar os parâmetros de saúde.